# Metopia polita
Metopia polita är en tvåvingeart som först beskrevs av Townsend 1935.  Metopia polita ingår i släktet Metopia och familjen köttflugor.
Artens utbredningsområde är Guyana. Inga underarter finns listade i Catalogue of Life.